# ʻEuakafa
ʻEuakafa ist eine Insel in der tonganischen Inselgruppe Vavaʻu.

## Geographie
ʻEuakafa liegt im Osten von Ovaka, dem Zentrum des Verwaltungsbezirks Motu, sowie von Ovalau und Moʻunu. Lua Ui liegt im Süden, nördlich liegen die Inselchen Fonualai und Sisia und im Nordosten Taunga.

## Klima
Das Klima ist tropisch heiß, wird jedoch von ständig wehenden Winden gemäßigt. Ebenso wie die anderen Inseln der Vavaʻu-Gruppe wird ʻEuakafa gelegentlich von Zyklonen heimgesucht.